# Kaj Munk Kollegiet
55°21′23.27″N 10°23′0.93″Ø / 55.3564639°N 10.3835917°Ø
Kaj Munk Kollegiet er et kollegium i udkanten af Odense. Kollegiet er opført i 1970'erne og er opkaldt efter præsten Kaj Munk som blev likvideret den 4. januar 1944 af Gestapo i en plantage ved Silkeborg.
|  | Denne artikel om en bygning eller et bygningsværk kan blive bedre, hvis der indsættes et (bedre) billede. Du kan hjælpe ved at afsøge Wikimedia Commons for et passende billede eller lægge et op på Wikimedia Commons med en af de tilladte licenser og indsætte det i artiklen. |